# نارک آبگاریان
نارک آبگاریان (ارمنی: Նարեկ Աբգարյան؛ زادهٔ ۶ ژانویهٔ ۱۹۹۲) بوکسور مرد اهل ارمنستان است که در رشته بوکس در بازی‌های المپیک تابستانی ۲۰۱۶ به رقابت پرداخت جایی که در دور ۳۲ام حذف شد.

## زندگی‌نامه
وی در ۶ ژانویه ۱۹۹۲ در واغارشاپات به دنیا آمد. ورزش را از سن هشت سالگی آغاز نمود.